# Балпакрам (национальный парк)
Балпакрам (англ. Balphakram National Park) — национальный парк в Индии. Расположен в южной части штата Мегхалая на склонах горной цепи Гаро. Эту местность называют «местом постоянных ветров» и «землёй духов». Создан в 1986 году, площадь составляет 220 км². Расположен на высоте 3000 футов над уровнем моря. В национальном парке обитают тигры, леопарды, буйволы, гиббоновые и различные виды птиц. Особо знаменит парк благодаря кошке Темминка и оленям мунтжаки.
Климат — тропический и субтропический. Холодный сезон длится с ноября по февраль, и температура воздуха в это время колеблется от 7 до 25˚C. Теплый сезон очень жаркий и засушливый, с марта по май средняя температура достигает 37˚C. На период с июня по сентябрь приходится сезон дождей.